# Raymond Voinquel
Raymond Georges Voinquel est un photographe et photographe de plateau français, né le 11 janvier 1912 à Fraize (Vosges) et mort le 15 juillet 1994 à Paris (17e).
Photographiant le tournage de 160 films, il a par ailleurs collaboré avec le Studio Harcourt de 1940 à 1944 et s'est intéressé particulièrement à la photographie de nu masculin.

## Biographie
Assistant de Roger Forster dès 1930, Raymond Voinquel devient photographe de plateau. Ayant un grand sens de l'éclairage, il travaille de 1931 à 1977 sur 160 films, dont ceux de Marcel Carné, Henri Decoin, Jean Cocteau, Yves Allégret, Max Ophüls, Jean-Pierre Melville, Luis Buñuel, Renoir, Marcel L'Herbier, Alfred Hitchcock…
Il travaille aussi à Paris au studio Harcourt où il portraiture les vedettes de cinéma de 1930 à 1970.
Il réalise des séries de photographies de nu masculin homoérotiques. En 1941, il photographie des sportifs au stade de Bordeaux. En 1940, il a le projet d'illustrer Narcisse, un poème de Paul Valéry. Louis Jourdan et Jean Marais posent nus pour lui. Il rend hommage à Michel Ange à travers d'autres photographies de nu masculin.
En 1962, il illustre Les Amants de Teruel.
Il meurt à Paris le 15 juillet 1994 à 82 ans,.

## Filmographie
En tant que photographe de plateau :
- 1936 : Le Nouveau Testament de Sacha Guitry
- 1936 : Anne-Marie de Raymond Bernard
- 1938 : Êtes-vous jalouse ? d'Henri Chomette
- 1938 : La Route enchantée de Pierre Caron
- 1938 : Remontons les Champs-Élysées de Sacha Guitry
- 1939 : Le jour se lève de Marcel Carné
- 1940 : Battement de cœur de Henri Decoin
- 1940 : Sans lendemain de Max Ophüls
- 1943 : L'Escalier sans fin de Georges Lacombe
- 1943 : Donne-moi tes yeux de Sacha Guitry
- 1946 : Étoile sans lumière de Marcel Blistène
- 1946 : L'Affaire du collier de la reine de Marcel L'Herbier
- 1946 : Les Portes de la nuit de Marcel Carné
- 1946 : Panique de Julien Duvivier
- 1948 : Ruy Blas de Pierre Billon
- 1948 : L'Aigle à deux têtes de Jean Cocteau
- 1948 : La Révoltée de Marcel L'Herbier
- 1949 : Occupe-toi d'Amélie de Claude Autant-Lara
- 1949 : Portrait d'un assassin de Bernard-Roland
- 1950 : La Marie du port de Marcel Carné
- 1951 : Juliette ou la Clé des songes de Marcel Carné
- 1951 : Les miracles n'ont lieu qu'une fois d'Yves Allégret
- 1951 : Le Désir et l'Amour de Henri Decoin
- 1952 : Un jour avec vous de Jean-René Legrand
- 1952 : Nez de cuir d'Yves Allégret
- 1953 : Les Orgueilleux d'Yves Allégret
- 1952 : Les Sept Péchés capitaux  d'Yves Allégret, Claude Autant-Lara, Eduardo De Filippo, Jean Dréville, Georges Lacombe, Carlo Rim et Roberto Rossellini
- 1954 : Destinées de Jean Delannoy, Christian-Jaque, Marcello Pagliero
- 1954 : Tabor de Georges Péclet
- 1954 : Le Grand Jeu de Robert Siodmak
- 1954 : Les Impures de Pierre Chevalier
- 1955 : Nana de Christian-Jaque
- 1955 : Lola Montès de Max Ophüls
- 1956 : Mannequins de Paris de André Hunebelle
- 1956 : Notre-Dame de Paris de Jean Delannoy
- 1958 : Premier mai de Luis Saslavsky
- 1959 : Les Noces vénitiennes de Alberto Cavalcanti
- 1960 : Austerlitz d'Abel Gance
- 1962 : Le Doulos de Jean-Pierre Melville
- 1963 : L'Aîné des Ferchaux de Jean-Pierre Melville
- 1965 : Les Tribulations d'un Chinois en Chine de Philippe de Broca
- 1967 : Belle de jour de Luis Buñuel
- 1969 : L'Armée des ombres de Jean-Pierre Melville
- 1972 : Le Rempart des Béguines de Guy Casaril
- 1976 : La Marge de Walerian Borowczyk

## Expositions

### Expositions individuelles
- 1993 : Raymond Voinquel, Espace photographique de Paris[3].
- 1997 : Raymond Voinquel— Les acteurs du rêve, Paris, hôtel de Sully, du 26 septembre 1997 au 4 janvier 1998.
- 1998 : L'aigle à deux têtes. Vu par Raymond Voinquel, Vizille, musée de la Révolution française
- 2006 : Raymond Voinquel. Je sais saluer la beauté, Maison des arts d'Antony, du 11 janvier au 12 mars 2006.

### Expositions collectives
- 2014 : Le corps masculin, avec des photographies de Andy Warhol, Herb Ritts, George Platt Lynes, Arno Rafael Minkkinen, Arthur Tress, Raymond Voinquel, Lucien Clergue, Jan Saudek, Malick Sidibé, Joel-Peter Witkin, le baron Wilhelm von Gloeden, etc ... dans le cadre du Mois de la photo 2014, du 1er novembre au 13 décembre 2014, Galerie David Guiraud, Paris